# Richland (Waszyngton)
Richland – miasto USA, w stanie Waszyngton, w hrabstwie Benton. W 2000 r. miasto to na powierzchni 110,4 km² (w tym tereny wodne 8,8 km²) zamieszkiwało 60 560 osób.
Richland to ośrodek badań nad energią atomową.
Z Richland pochodzi Leilani Mitchell, amerykańska koszykarka.

## Miasta partnerskie
- Xinzhu, Tajwan
- Sławutycz, Ukraina